# Abborrtjärnen (Ytterlännäs socken, Ångermanland, 698480-159410)
Abborrtjärnen är en sjö i Kramfors kommun i Ångermanland och ingår i Ångermanälven-Gådeåns kustområde. Sjön har en area på 0,0551 kvadratkilometer och ligger 159,5 meter över havet.

## Delavrinningsområde
Abborrtjärnen ingår i det delavrinningsområde (698558-159381) som SMHI kallar för Utloppet av Grössjön. Medelhöjden är 160 meter över havet och ytan är 5,06 kvadratkilometer. Det finns inga avrinningsområden uppströms utan avrinningsområdet är högsta punkten. Avrinningsområdets utflöde Grössjöbäcken mynnar i havet. Avrinningsområdet består mestadels av skog (86 procent). Avrinningsområdet har 0,44 kvadratkilometer vattenytor vilket ger det en sjöprocent på 8,7 procent.